# かやまゆみ
かやまゆみ（1959年9月15日 - 2005年7月27日）は、日本の漫画家。ボーイズラブ作品の漫画（加山弓名義）や少女漫画作品などを手がけた。東京出身。デビューは白泉社『LaLa』だが、別名義。
2005年に乳癌により死去。闘病中は入退院を繰り返しながら仕事を続けていた。
公式サイトは本人が管理していたため、一切の更新がなくなっているものの、現在もファンによるBBSへの書き込みが続いている。

## 漫画作品
- 『みちのく夏祭り幽霊事件』（原作：風見潤）
- 『時をかけた少女たち』
- 『君にKissしたい』シリーズ（加山弓名義）

## 小説挿絵
- 『アリス』シリーズ（作：中原涼）※ 一部シリーズのみ
- 『ふーことユーレイ』シリーズ（作：名木田恵子）
- 『ヴァンパイア・ラブストーリー』シリーズ（作：名木田恵子）※ 第4巻表紙絵が遺作となった。
- 『幽霊事件』シリーズ（作：風見潤）※一部シリーズのみ